# Mamedkala
Mamedkala (russisch Мамедкала́) ist eine Siedlung städtischen Typs in der Republik Dagestan (Russland) mit 11.029 Einwohnern (Stand 14. Oktober 2010).

## Geographie
Die Siedlung liegt gut 100 km südsüdöstlich der Republikhauptstadt Machatschkala am östlichen Fuß des Großen Kaukasus, 10 km nordwestlich der Stadt Dagestanskije Ogni und etwa 8 km von der Küste des Kaspischen Meeres entfernt.
Mamedkala gehört zum Rajon Derbentski und befindet sich knapp 20 km nordwestlich von dessen Verwaltungszentrum Derbent. Es ist Sitz und einziger Ort der gleichnamigen Stadtgemeinde (gorodskoje posselenije). Etwa ein Drittel der Bewohner sind Darginer, jeweils ein knappes Viertel Aserbaidschaner und Tabassaranen, etwa  7 % sind Agulier.

## Geschichte
Der Ort erhielt 1965 den Status einer Siedlung städtischen Typs, als die Dörfer Mamedkala (alte Schreibweise Mamed-Kala), Michailowka (mit der Siedlung beim Sowchos Michailowski), Tumajewka und Duslak sowie die Siedlungen beim Alijew-Sowchos und bei der Bahnstation Mamedkala zusammengeschlossen wurden.

### Bevölkerungsentwicklung
| Jahr | Einwohner |
| ---- | --------- |
| 1970 | 5.107     |
| 1979 | 5.928     |
| 1989 | 6.000     |
| 2002 | 8.374     |
| 2010 | 11.029    |

Anmerkung: Volkszählungsdaten

## Infrastruktur
Mamedkala liegt an der auf diesem Abschnitt 1900 eröffneten und seit 1973 elektrifizierten Eisenbahnstrecke Rostow am Don – Machatschkala – Baku (Stationsname Mamed-Kala, Streckenkilometer 2394 ab Moskau). Westlich am Ort verläuft die föderale Fernstraße R217 Kawkas (ehemals M29) vorbei, die entlang dem Nordrand des Kaukasus ebenfalls zur aserbaidschanischen Grenze führt. Unweit von Mamedkala zweigt die 146 km lange Regionalstraße 82K-013 ab, die zu den im bergigen Teil Dagestans liegenden Rajonverwaltungszentren Madschalis, Urkarach, Akuscha und Lewaschi führt.
Durch die Siedlung verläuft der fast 100 km lange, in den 1950er-Jahren gebaute Samur-Derbent-Bewässerungskanal, der vom Fluss Samur über Derbent in den nördlichen Teil des Rajons führt.